# Лишайница розовая

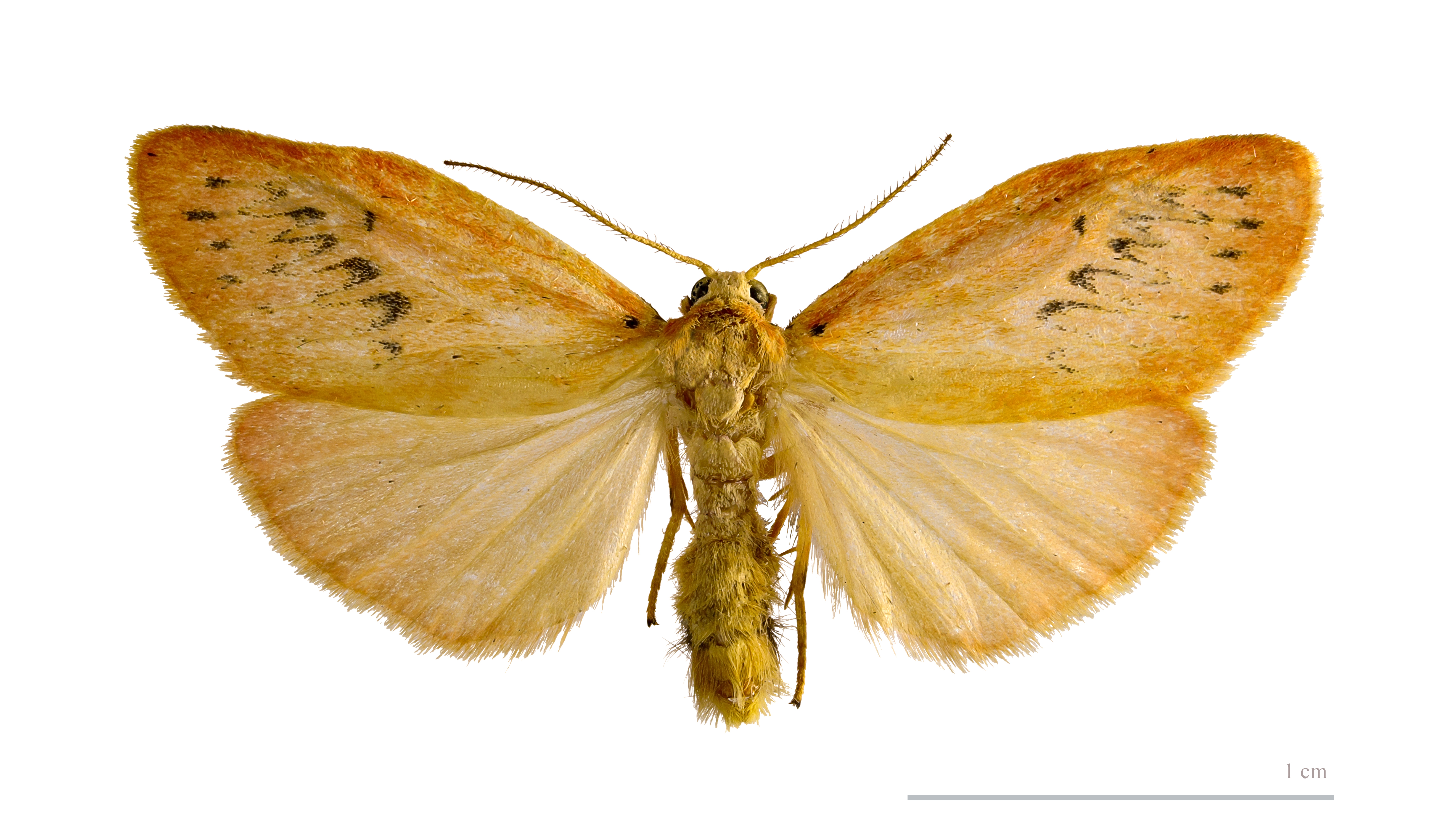
Miltochrista miniata

Лишайница розовая (лат. Miltochrista miniata) — вид медведиц из подсемейства Lithosiinae.

## Распространение
Встречается в Европе, Малой Азии, на Кавказе, севере Казахстана, юге Сибири, в Амурской области и Приморье.

## Описание
Размах крыльев 23—27 мм. Время лёта мотылька с июля по август.

## Экология и местообитания
Гусеницы питаются лишайниками, в частности пельтигерой собачьей (Peltigera canina).